# Lead Hill Township (Missouri)
Lead Hill Township est un township  du comté de Christian dans le Missouri, aux États-Unis,.